# 涅烏波科耶夫灣
涅烏波科耶夫灣（英語：Neupokoyev Bight），是南極洲的海灣，位於毛德皇后地的瑪塔公主海岸，處於齊奧爾科夫斯基島東北面37公里，寬60公里，以蘇聯的水文學家命名，現時由南極條約體系管理。